# La Voix du rossignol
Pour les articles homonymes, voir Rossignol (homonymie).

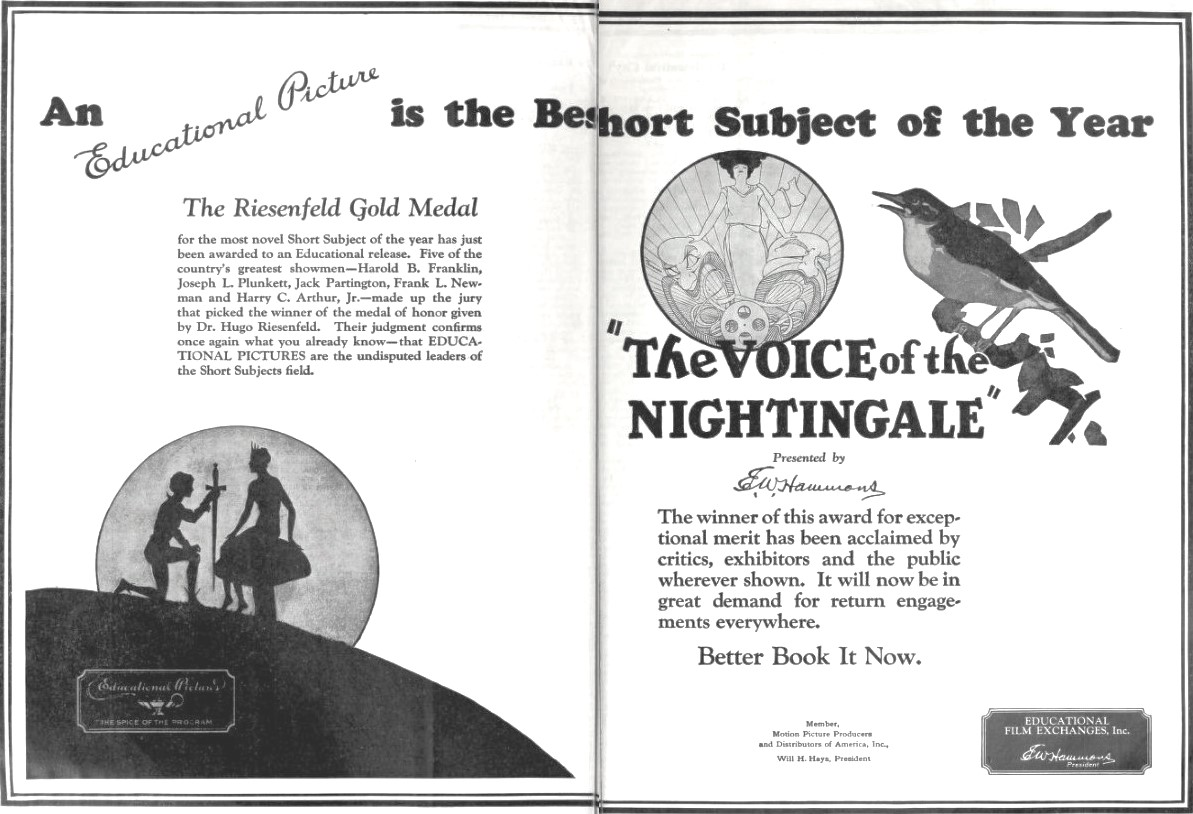
Publicité pour La Voix du rossignol.

La Voix du rossignol est un Court métrage d'animation français de Ladislas Starewitch réalisé en 1923.

## Synopsis
Un rossignol tombe dans le piège d'une petite fille. Il lui fait comprendre à travers son chant que les oiseaux peuvent souffrir comme les hommes.

## Distribution
- Nina Star

## Fiche technique
- Titre : La Voix du rossignol
- Réalisation : Ladislas Starewitch
- Scénario : Ladislas Starewitch
- Animation : Ladislas Starewitch
- Société de production : Pathé Consortium Cinéma
- Format : Noir et blanc - Muet - 1,33:1 - 35 mm
- Genre : Court métrage d'animation
- Durée : 12 minutes
- Date de sortie : 
  - France : 21 décembre 1923